# Avanti (czasopismo)
Avanti – polski serwis internetowy, w latach 2004–2020 drukowany magazyn o tematyce modowej we własności koncernu mediowego Agora SA.
W Avanti prezentowane są modne ubrania, buty i dodatki z aktualnych kolekcji dostępnych w polskich sklepach sieciowych, nowości kosmetyczne, porady stylistów i wizażystów. Serwis funkcjonuje pod nazwą Avanti24.

## Miesięcznik
Pierwszą redaktor naczelną magazynu była Anna Jabłońska (w latach 2004-2015), kolejną – Marta Kulczycka (2015-2020). Pierwszy numer ukazał się 26 marca 2004 r. Twarzami kampanii reklamowej „Avanti” były Maja Ostaszewska (w 2004 r.) i Malwina Ratajczak (w 2005 r.). W kwietniu 2020 r. wydawca poinformował o zakończeniu wydawania pisma, ostatnim numerem został łączony numer majowo-czerwcowy.